# 2006년 삼성 라이온즈 시즌
2006년 삼성 라이온즈 시즌은 삼성 라이온즈가 KBO 리그에 참가한 25번째 시즌이다. 선동열 감독이 팀을 이끈 2번째 시즌으로, 진갑용이 주장을 맡았다. 팀은 정규 시즌 1위에 올랐으며, 한국시리즈에서 한화 이글스를 4승 1무 1패로 꺾고 2년 연속 통합 우승과 창단 4번째 통합 우승을 달성했다. 그러나 시즌 후 열린 아시아 시리즈에서는 4팀 중 3위에 그쳤다. 한편, 1996년 부임한 백인천 감독이 같은 해 말  본인(이종두) 김성래 강기웅 등 대구 출신 고참들을 강력히 정리하면서 한동안 고향팀을 떠났던 이종두가 코치로   친정팀에 돌아오기도 했다.

## 타이틀
- 월드 베이스볼 클래식 동메달: 류중일(코치), 선동열(코치), 오승환, 배영수, 진갑용, 박진만, 김재걸
- 도하 아시안 게임 동메달: 오승환, 박진만, 조동찬
- KBO 골든글러브: 진갑용 (포수), 박진만 (유격수), 박한이 (외야수), 양준혁 (지명타자)
- 일구상 특별기록상: 오승환
- 매직글러브: 박진만
- 제일화재 프로야구대상 최고구원투수상: 오승환
- 제일화재 프로야구대상 최고수비상: 박진만
- 제일화재 프로야구대상 프로감독상: 선동열
- 포브스 구단가치 평가 1위: 삼성 라이온즈 (914억)
- 한국시리즈 MVP: 박진만
- 올스타 선정: 박종호 (2루수), 박진만 (유격수), 조동찬 (3루수), 양준혁 (외야수)
- 올스타전 추천선수: 오승환, 진갑용, 박한이
- 프로야구 25주년 기념 포지션별 최고 인기스타 베스트10: 선동열 (투수), 한대화 (3루수), 장효조 (외야수 1위)
- 컴투스프로야구2022 타이틀홀더 라인업: 오승환 (마무리투수)
- 컴투스프로야구 00년대 올스타: 오승환 (마무리투수)
- 공격 WAR: 양준혁 (7.34)
- 출장(타자): 박한이, 양준혁 (126)
- 타석: 박한이 (567)
- 실질타석: 박한이 (556)
- 득점: 박한이 (89)
- 2루타: 양준혁 (31)
- 볼넷: 양준혁 (103)
- 고의4구: 양준혁 (10)
- 출루율: 양준혁 (0.445)
- 마무리등판: 오승환 (58)
- 세이브: 오승환 (47)
- 세이브포인트: 오승환 (51)
- 홀드: 권오준 (32)
- BB/K: 양준혁 (2.40)
- 타석 당 피투구수: 박진만 (4.28)
- 피안타율: 브라운 (0.214)
- 구원승: 권오준 (9)
- 도루 저지: 진갑용 (37)

### 퓨처스리그
- 출장(타자): 유용목 (78)
- 남부리그 타석: 모상기 (318)
- 남부리그 타수: 모상기 (283)
- 남부리그 타율: 이태호 (0.299)
- 남부리그 안타: 모상기 (76)
- 남부리그 1루타: 모상기 (52)
- 남부리그 3루타: 박정현 (4)
- 남부리그 타점: 모상기 (50)
- 도루: 양영동 (27)
- 완투: 조현근 (2)
- 남부리그 구원승: 박석진 (3)
- 이닝: 조현근 (155.1)
- 상대한 타자 수: 조현근 (698)
- 남부리그 탈삼진: 조현근 (82)

## 선수단
- 선발투수: 브라운, 배영수, 하리칼라, 임동규, 전병호
- 구원투수: 권오준, 정홍준, 채형직, 권혁, 임창용, 차우찬, 김덕윤, 오상민, 조현근, 박석진, 강영식, 강유삼, 안지만
- 마무리투수: 오승환, 백준영, 김효남, 김기태
- 포수: 진갑용, 이정식, 김영복
- 1루수: 조영훈, 김한수
- 2루수: 박종호, 김재걸, 강명구, 박정환
- 유격수: 박진만
- 3루수: 조동찬
- 좌익수: 강봉규, 김대익, 이태호, 김종훈
- 중견수: 박한이, 양영동
- 우익수: 김창희
- 지명타자: 양준혁, 심정수

## 특이 사항
- 오승환은 전반기 29세이브로 KBO 리그 단일 시즌 전반기 최다 기록을 세웠다.
- 오승환은 홈경기 28세이브로 KBO 리그 역대 단일 시즌 홈경기 최다 기록을 세웠다.
- 오승환은 47세이브를 기록해 역대 단일 시즌 최다 세이브 타이 기록을 세웠으나 2011년 47세이브를 기록해 본인이 세운 단일시즌 최다 세이브 기록과[3]  타이를 이뤘다.
- 라형진, 곽용섭, 손주인은 경찰 야구단 1기로 입대했다.
- 양준혁은 KBO 리그 사상 최초로 통산 1000볼넷을 달성했다.
- 강명구는 이 시즌 21도루를 기록했음에도 타율 0.053에 그쳐 KBO 리그 역대 단일 시즌 두 자릿수 도루 타자 최저 기록을 세웠다.
- 박진만은 매직글러브가 포지션 별 수상에서 단독 선수 수상으로 바뀐 첫 해의 수상자가 되었다.
- 이 시즌부터 포브스코리아에서 KBO 리그 구단들을 대상으로 구단 가치 평가를 실시했는데, 삼성 라이온즈가 첫 조사에서 구단 가치 1위에 올랐다.